# Холодков Серафим Михайлович
Серафим Михайлович Холодков (нар. 15 січня 1920, смт Старожилово, СРСР — пом. 10 червня 1998, Москва, Росія) — радянський футболіст та тренер, захисник. Майстер спорту.

## Кар'єра гравця
Вихованець юнацької команди московського «Спартака». У чемпіонатах СРСР грав за клубну і основну команду московського «Спартака» (1936-1941, 1943-1949), московські «Крила Рад» (1941) і ВМС (1950-1952).

## Тренерська кар'єра
Почав тренерську кар'єру в 1955 році з посади тренера в калінінському Спартаку. Старший тренер «Жальгіріса» (Вільнюс) - 1963-65, 1971-73, тренер московського «Спартака» - 1966, тренер «Спартака» (Калінін) - 1955-56, старший тренер «Металурга» (Дніпропетровськ) - 1957-1963, «Спартака» (Нальчик) - 1967 «Будівельника» (Ашхабад) - 1968-69, «Даугави» (Рига - 1970-червень 1971, «Нафтовика» (Фергана) - 1974-77, тренер відділу футболу ЦР БСО профспілок - 1970-71, 1978-1985.
10 червня 1998 року, помер в Москві у віці 78 років.

## Досягнення
- Кубок СРСР
  -  Володар (2): 1946, 1947
  -  Фіналіст (1): 1948

- Чемпіонат СРСР
  -  Бронзовий призер (2): 1948, 1949

- Список 33 найкращих футболістів сезону в СРСР
  -  3-тє місце (1): 1948